# Chiến dịch Philippines (1941–1942)
Chiến dịch Philippines (1941–1942) (tiếng Philippines: Kampanya sa Pilipinas, tiếng Tây Ban Nha: Campaña en las Filipinas del Ejercito Japonés, tiếng Nhật: フィリピンの戦い, tiếng Lating: Firipin no Tatakai), hay còn được biết đến với tên gọi là Trận Philippines (tiếng Philippines: Labanan sa Pilipinas) hoặc Philippines thất thủ, là cuộc hành quân xâm lược Philippines được thực hiện bởi quân đội Nhật Bản và các lực lượng quân sự Hoa Kỳ và Philippines với nhiệm vụ phòng thủ quần đảo Philippines trong Thế chiến 2. Nó diễn ra từ ngày 8 tháng 12 năm 1941 đến ngày 8 tháng 5 năm 1942.
Quân Nhật đã phát động cuộc xâm lược bằng đường biển từ Đài Loan, cách Philippines 200 dặm (320 km) về phía bắc. Các lực lượng phòng thủ đông hơn lực lượng Nhật Bản theo tỷ lệ 3:2 nhưng là một lực lượng hỗn hợp bao gồm các đơn vị chính quy, vệ binh quốc gia, cảnh sát và Khối Thịnh vượng chung không có kinh nghiệm chiến đấu. Bằng cách sử dụng lực lượng tuyến đầu ngay từ đầu chiến dịch, và bằng cách tập trung lực lượng, quân Nhật đã nhanh chóng kiểm soát hầu hết hòn đảo Luzon trong tháng đầu tiên.
Bộ Chỉ huy tối cao Nhật Bản, tin rằng họ đã giành chiến thắng trong chiến dịch, đã đưa ra một quyết định chiến lược là thêm một tháng trong thời gian biểu hoạt động của họ ở Borneo và Indonesia và rút đơn vị sư đoàn tốt nhất và phần lớn không quân của họ vào đầu tháng 1 năm 1942. Điều đó, cùng với quyết định của quân phòng thủ là rút lui vào các vị trí phòng thủ ở bán đảo Bataan và cũng là thất bại của ba tiểu đoàn Nhật Bản tại "Trận chiến Điểm" và "Trận chiến Túi", cho phép người Mỹ và người Philippines cầm cự thêm bốn tháng nữa. Sau khi quân Nhật thất bại trong việc đột phá phòng tuyến của Đồng minh tại Bataan vào tháng 2, người Nhật đã tiến hành một cuộc bao vây kéo dài 40 ngày. Các bến cảng tự nhiên lớn quan trọng và các cơ sở hạ tầng cảng biển của vịnh Manila đã bị Nhật Bản từ chối cho đến tháng 5 năm 1942. Trong khi các hoạt động tại Đông Ấn thuộc Hà Lan không bị ảnh hưởng, điều này đã cản trở nặng nề các hoạt động tấn công của Nhật Bản tại New Guinea và quần đảo Solomon, kéo dài thời gian cho Hải quân Hoa Kỳ lên kế hoạch đối đầu với Nhật Bản tại Guadalcanal thay vì xa hơn về phía đông.
Việc Nhật Bản chinh phục Philippines thường được coi là thất bại quân sự tồi tệ nhất trong lịch sử Hoa Kỳ. Khoảng 23,000 quân Mỹ và khoảng 100,000 quân Philippines đã thiệt mạng hoặc bị bắt.

## Hoàn cảnh

### Các hoạt động của Nhật Bản

#### Mục tiêu
Người Nhật đã lên kế hoạch đánh chiếm Philippines như là một phần trong kế hoạch thiết lập "Khối Thịnh vượng chung Đại Đông Á" của họ, trong đó Đạo quân phương Nam của họ chiếm giữ các nguồn tài nguyên thiên nhiên ở Mã Lai, Đông Ấn Hà Lan trong khi Hạm đội Liên hợp vô hiệu hoá Hạm đội Thái Bình Dương Hoa Kỳ. 5 năm trước đó, vào năm 1936, Đại uý Ishikawa Shingo, một người theo đường lối cứng rắn trong Hải quân Nhật Bản, đã đi thăm Philippines và các khu vực khác của Đông Nam Á, lưu ý rằng các quốc gia này có nguồn nguyên liệu thô mà Nhật Bản cần cho nền công nghiệp chiến tranh của họ. Điều này đã giúp tăng thêm khát vọng thuộc địa hoá Philippines của họ.
Đạo quân phương Nam được thành lập vào ngày 6 tháng 11 năm 1941, dưới quyền chỉ huy của Thống chế Hisaichi Terauchi, trước đây từng là Bộ trưởng Chiến tranh. Nó được lệnh chuẩn bị cho chiến tranh trong trường hợp các cuộc đàm phán với Hoa Kỳ không thành công trong việc đáp ứng hoà bình các mục tiêu của Nhật Bản. Chúng cũng bao gồm điều kiện Mỹ chấp nhận vị trí của họ trong Thái Bình Dương như một lực lượng vượt trội, với minh chứng cho việc chiếm đóng Trung Quốc, nhưng họ đã không đạt được những gì họ muốn. Dưới sự chỉ huy của Terauchi là bốn quân đoàn tương đương, bao gồm 10 sư đoàn và 3 lữ đoàn vũ trang kết hợp, bao gồm cả Phương diện quân 14 Nhật Bản. Các hoạt động chống lại Philippines và Mã Lai sẽ được tiến hành đồng thời khi Tổng Hành dinh Đế quốc ra lệnh.
Cuộc hành quân xâm lược Philippines có bốn mục tiêu:
- Để ngăn chặn việc sử dụng Philippines như một căn cứ hoạt động tiền phương của các lực lượng Hoa Kỳ
- Có được các khu vực tập kết và căn cứ tiếp tế để tăng cường các hoạt động chống lại Đông Ấn Hà Lan và Guam
- Để đảm bảo các tuyến liên lạc giữa các khu vực bị chiếm đóng ở phía nam và chính quốc Nhật Bản
- Để hạn chế sự can thiệp của Đồng minh khi họ cố gắng phát động một chiến dịch tấn công ở Úc và quần đảo Solomon thông qua việc điều động tất cả các lực lượng đóng quân ở nước này và các quốc gia láng giềng khác

#### Lực lượng
Terauchi giao nhiệm vụ đánh chiếm Philippines cho Tập đoàn quân 14, dưới quyền chỉ huy của Trung tướng Masaharu Homma. Hỗ trợ trên không cho các lực lượng trên bộ là Liên đoàn Không quân 5, dưới quyền chỉ huy của Trung tướng Hideyoshi Obata, được chuyển đến Đài Loan từ Mãn Châu. Cuộc đổ bộ được tiến hành bởi Lực lượng Philippines dưới quyền chỉ huy của Phó Đô đốc Ibō Takahashi, sử dụng Hạm đội 3 Nhật Bản, được hỗ trợ bởi các máy bay đặt căn cứ trên đất liền thuộc Không Hạm đội 11 dưới quyền chỉ huy của Phó Đô đốc Nishizo Tsukahara.
Tập đoàn quân 14 có hai sư đoàn bộ binh tuyến đầu, Sư đoàn Bộ binh 16 (Susumu Morioka) và Sư đoàn Bộ binh 48 (Yuitsu Tsuchihashi), được giao nhiệm vụ xâm chiếm đảo Luzon, và Lữ đoàn 65 đóng vai trò như một lực lượng đồn trú. Sư đoàn 48 đặt căn cứ tại Đài Loan, mặc dù không có kinh nghiệm chiến đấu, nhưng được coi là một trong những đơn vị tốt nhất của quân đội Nhật Bản, được huấn luyện đặc biệt cho các hoạt động đổ bộ, và được giao nhiệm vụ đổ bộ chính lên vịnh Lingayen. Sư đoàn 16, được giao nhiệm vụ đổ bộ lên vịnh Lamon, được chọn là một trong những sư đoàn tốt nhất vẫn còn tồn tại ở Nhật Bản và được tổ chức từ Ryukyus và Palau. Tập đoàn quân 14 cũng có Trung đoàn Tăng 4 và 7, 5 tiểu đoàn pháo dã chiến, 5 tiểu đoàn pháo phòng không, 4 đại đội chống tăng và một tiểu đoàn súng cối. Một nhóm công binh chiến đấu và các đơn vị xây cầu mạnh mẽ đã được đưa vào lực lượng hỗ trợ của Tập đoàn quân 14.
Để hỗ trợ cho cuộc đổ bộ, Hạm đội 3 được tăng cường bởi 2 hải đội khu trục hạm và một sư đoàn tuần dương hạm thuộc Hạm đội 2, và hàng không mẫu hạm Ryūjō thuộc Hạm đội Hàng không Mẫu hạm 1. Lực lượng Philippines bao gồm một tàu sân bay, 5 tuần dương hạm hạng nặng, 5 tuần dương hạm hạng nhẹ, 29 khu trục hạm, 2 tàu tiếp liệu thuỷ phi cơ, tàu quét mìn và tàu phóng lôi.
Lực lượng liên hợp không lục hải quân được phân bố để hỗ trợ cuộc đổ bộ là 541 máy bay. Không Hạm đội 11 bao gồm các Đội bay 21 và 23, tổng cộng 156 máy bay ném bom G4M "Betty" và G3M "Nell", 107 máy bay chiến đấu A6M Zero, cộng với các thuỷ phi cơ và máy bay trinh sát. Đa số chúng đặt căn cứ tại Takao, và khoảng 1/3 được gửi đến Đông Dương trong tuần cuối cùng của tháng 11 để hỗ trợ các hoạt động tại Mã Lai. Ryujo cung cấp thêm 16 máy bay chiến đấu và 18 máy bay ném ngư lôi, và các tàu mặt nước có 68 thuỷ phi cơ để tìm kiếm và quan sát, tổng cộng có 412 máy bay hải quân. Liên đoàn Không quân 5 của lục quân bao gồm 2 trung đoàn tiêm kích, 2 trung đoàn máy bay ném bom hạng nhẹ và một trung đoàn máy bay ném bom hạng nặng, tổng cộng có 192 máy bay: 76 máy bay ném bom Ki-21 "Sally", Ki-48 "Lily", và Ki-30 "Ann"; 36 máy bay chiến đấu Ki-27 "Nate", và 19 máy bay quan sát Ki-15 "Babs" và Ki-36 "Ida".

### Lực lượng phòng thủ Philippines

#### USAFFE
Từ giữa năm 1941, sau khi căng thẳng gia tăng giữa Nhật Bản và một số cường quốc khác, bao gồm Hoa Kỳ, Anh và Hà Lan, nhiều quốc gia ở Đông Nam Á và Thái Bình Dương bắt đầu chuẩn bị cho chiến tranh. Đến tháng 12 năm 1941, các lực lượng phòng thủ liên hợp ở Philippines được tổ chức thành Lực lượng Lục quân Hoa Kỳ ở Viễn Đông (USAFFE), bao gồm Sư đoàn Chính quy 1, Sư đoàn 2 (Constabulary) thuộc Quân đội Philippines, và 10 sư đoàn dự bị được huy động, và Bộ Philippines của Quân đội Hoa Kỳ. Tướng Douglas MacArthur được Bộ Chiến tranh Hoa Kỳ triệu hồi sau khi nghỉ hưu và được bổ nhiệm làm Tổng Tư lệnh USAFFE vào ngày 26 tháng 7 năm 1941. MacArthur đã nghỉ hưu vào năm 1937 sau hai năm làm cố vấn quân sự cho Khối Thịnh vượng chung Philippine, và chấp nhận quyền kiểm soát Quân đội Philippine, được Chính phủ Philippine giao nhiệm vụ cải tổ một đội quân chủ yếu gồm quân dự bị thiếu trang thiết bị, huấn luyện và tổ chức.
Vào ngày 31 tháng 7 năm 1941, Bộ Philippine có 22,532 quân được chỉ định, khoảng một nửa trong số đó là người Philippine. MacArthur đề nghị tái bổ nhiệm người đứng đầu Bộ, Thiếu tướng George Grunert vào tháng 10 năm 1941 và tự mình nắm quyền chỉ huy. Thành phần chính của Bộ là Sư đoàn Philippine của Quân đội Hoa Kỳ, một đội hình 10,500 người bao gồm chủ yếu là các đơn vị chiến đấu của Hướng đạo sinh Philippine (PS). Bộ Philippines đã được tăng cường từ tháng 8 đến tháng 11 năm 1941 bởi 8,500 quân thuộc Không Lục quân Hoa Kỳ, và bởi 3 đơn vị Vệ binh Quốc gia, bao gồm cả lực lượng thiết giáp duy nhất, hai tiểu đoàn xe tăng hạng nhẹ M3. Các đơn vị này, Trung đoàn Pháo phòng thủ bờ biển 200 (một đơn vị phòng không), Tiểu đoàn Xe tăng 192 và 194, đã rút quân từ New Mexico, Wisconsin, Illinois, Ohio, Kentucky, Minnesota, Missouri, và California. Sau khi được tăng cường, quân số của bộ tính đến ngày 30 tháng 11 năm 1941 là 31,095 người, trong đó có 11,988 Hướng đạo sinh Philippines.
MacArthur tổ chức USAFFE thành bốn bộ chỉ huy chiến thuật. Lực lượng Bắc Luzon, được kích hoạt vào ngày 3 tháng 12 năm 1941 dưới quyền chỉ huy của Thiếu tướng Jonathan M. Wainwright, bảo vệ các địa điểm có khả năng nhất cho các cuộc tấn công đổ bộ và vùng đồng bằng trung tâm Luzon. Các lực lượng của Wainwright bao gồm các Sư đoàn Bộ binh 11, 21 và 31 Philippines, Trung đoàn Kỵ binh 26 Mỹ (PS), một tiểu đoàn thuộc Trung đoàn Bộ binh 45 (PS) và Cụm Pháo binh lâm thời 1 gồm hai khẩu đội pháo 155 mm và một khẩu sơn pháo 75 mm (2,95 inch). Sư đoàn Bộ binh 71 Philippines phục vụ như một lực lượng dự bị và chỉ có thể được cam kết trên thẩm quyền của MacArthur.
Lực lượng Nam Luzon, được kích hoạt vào ngày 13 tháng 12 năm 1941, dưới quyền chỉ huy của Chuẩn tướng George M. Parker Jr., kiểm soát khu vực phía đông và nam Manila. Parker có Sư đoàn Bộ binh 41 Philippines và 51 và Cụm Pháo binh lâm thời 2 gồm hai khẩu đội thuộc Trung đoàn Pháo dã chiến 86 Mỹ (PS).
Lực lượng Visayan–Mindanao dưới quyền chỉ huy của Chuẩn tướng William F. Sharp bao gồm các Sư đoàn Bộ binh 61, 81 và 101, được tăng cường sau khi bắt đầu chiến tranh bởi các Trung đoàn Bộ binh 73 và 93 mới được cử đến. Sư đoàn 61 đóng tại Panay, Sư đoàn 81 ở Cebu và Negros, và Sư đoàn 101 ở Mindanao. Vào tháng 1, một sư đoàn thứ tư, Sư đoàn 102, được thành lập trên đảo Mindanao từ các trung đoàn pháo pháo dã chiến của Sư đoàn 61 và 81 hoạt động như bộ binh (họ không có pháo) và Bộ binh 103 của Sư đoàn 101. Bộ binh 2 thuộc Sư đoàn Chính quy 1 của Quân đội Philippines và Tiểu đoàn 2 của Bộ binh 43 Hoa Kỳ (Hướng đạo sinh Philippines) cũng là một phần của Lực lượng Mindanao.
Lực lượng dự bị của USAFFE, dưới sự kiểm soát trực tiếp của MacArthur, bao gồm Sư đoàn Philippines, Sư đoàn 91, và các đơn vị trụ sở từ PA và Bộ Philippines, đóng ngay phía bắc Manila. Các tiểu đoàn tăng 192 và 194 đã thành lập Liên đoàn Xe tăng Lâm thời riêng biệt, cũng dưới sự chỉ huy trực tiếp của MacArthur, tại Phi trường Clark/Pháo đài Stotsenburg, nơi họ được bố trí như một lực lượng phòng thủ cơ động chống lại bất kỳ nỗ lực nào của các đơn vị không quân để kiểm soát chiến trường.
Bốn trung đoàn pháo phòng thủ bờ biển Hoa Kỳ bảo vệ lối vào vịnh Manila, bao gồm cả đảo Corregidor. Băng qua một eo biển hẹp 3 km (2 dặm) từ Bataan trên Corregidor là Pháo đài Mills, được bảo vệ bởi các khẩu đội của Trung đoàn Phào Phòng thủ Bờ biển 59 và 60 (sau này là một đơn vị phòng không), và Trung đoàn Pháo Phòng thủ Bờ biển 91 và 92 (Hướng đạo sinh Philippines) của Phòng thủ Cảng Manila và vịnh Subic. CA 59 hoạt động như một đơn vị giám sát cho các khẩu đội của tất cả các đơn vị được bố trí trên Pháo đài Hughes, Drum, Frank, và Wint. Phần lớn các pháo đài đã được xây dựng vào khoảng năm 1910-1915 và, ngoại trừ Pháo đài Drum và Khẩu đội Monja trên Corregidor, không được bảo vệ chống lại các cuộc tấn công của không quân và pháo binh tầm cao ngoại trừ nguỵ trang.
Lực lượng hàng không của USAFFE là Không lực Viễn đông (FEAF) của Không quân Hoa Kỳ, do Thiếu tướng Lewis H. Brereton chỉ huy. Trước đây là USAFFE của Bộ Không quân và Không quân Philippines, lực lượng không quân được thành lập vào ngày 16 tháng 11 năm 1941 và là tổ chức không quân chiến đấu lớn nhất của Không lực Hoa Kỳ bên ngoài nước Mỹ. Sức mạnh chiến đấu chính của nó vào tháng 12 năm 1941 bao gồm 91 máy bay chiến đấu P-40 Warhawk và 34 máy bay ném bom B-17 Flying Fortress, với các máy bay hiện đại hơn trên đường đi. Về mặt chiến thuật, FEAF là một phần của Lực lượng Dự bị, do đó nó nằm dưới sự chỉ huy trực tiếp của MacArthur.
Tính đến ngày 30 tháng 11 năm 1941, quân số của Quân đội Hoa Kỳ tại Philippines, bao gồm các đơn vị Philippines, là 31,095, bao gồm 2,504 sĩ quan và 28,591 lính nhập ngũ (16,643 người Mỹ và 11,957 Hướng đạo sinh Philippines).

#### Huy động
Kế hoạch động viên của MacArthur kêu gọi kết nạp 10 sư đoàn dự bị từ ngày 1 tháng 9 đến ngày 15 tháng 12 năm 1941. Thời gian biểu đã được đáp ứng vào ngày 1 tháng 9 với việc giới thiệu một trung đoàn cho mỗi sư đoàn, nhưng bị chậm lại do thiếu cơ sở vật chất và thiết bị cản trở việc huấn luyện. Các trung đoàn thứ hai của các sư đoàn không được gọi cho đến ngày 1 tháng 11, và các trung đoàn thứ ba không được tổ chức cho đến khi chiến sự bắt đầu. Việc huấn luyện cũng bị ức chế nghiêm trọng bởi những khó khăn về ngôn ngữ giữa các cán bộ Mỹ và quân đội Philippines, và bởi nhiều phương ngữ khác nhau (ước tính khoảng 70) của nhiều nhóm dân tộc bao gồm quân đội. Khi chiến tranh nổ ra, chỉ có 2/3 quân đội được huy động, nhưng việc bổ sung lực lượng vẫn tiếp tục với sự kết nạp của Cảnh sát và một phần của quân đội chính quy, cho đến khi đạt được một lực lượng khoảng 130,000 người.
Sự thiếu hụt thiết bị quan trọng nhất là súng trường và pháo hạng nhẹ cấp sư đoàn. MacArthur đã yêu cầu 84,500 súng trường M1 Garand để thay thế M1917 Enfields từ thời Thế chiến 1 trang bị cho PA, trong đó có đủ số lượng, nhưng Bộ Chiến tranh đã từ chối yêu cầu vì những khó khăn trong sản xuất. Các sư đoàn chỉ có 20% nhu cầu pháo binh của họ, và trong khi các kế hoạch đã được phê duyệt để giảm đáng kể khoảng cách này, các thoả thuận đã đến quá muộn đê được thực hiện trước khi chiến tranh cô lập Philippines.
Ngược lại, Sư đoàn Philippines được biên chế, trang bị và huấn luyện đầy đủ. MacArthur đã nhận được sự chấp thuận ngay lập tức để hiện đại hoá nó bằng cách tổ chức lại nó thành một bộ phận "tam giác" di động. Việc tăng số lượng cho phép của Hướng đạo sinh Philippines là không khả thi về mặt chính trị (vì sự phẫn nộ trong Quân đội Philippines), vì vậy kế hoạch của MacArthur cũng cung cấp cho việc giải phóng Hướng đạo sinh Philippines để hoàn thành các đơn vị khác. Việc chuyển Bộ binh 34 Hoa Kỳ từ Sư đoàn Bộ binh 8 ở Mỹ sang Sư đoàn Philippines, cùng với hai tiểu đoàn pháo dã chiến để tạo ra một cặp đôi chiến đấu trung đoàn hoàn chỉnh, thực sự đang được tiến hành khi chiến tranh nổ ra. Việc bố trí kết thúc với việc binh lính vẫn còn ở Hoa Kỳ, nơi họ được gửi đến để bảo vệ Hawaii.

#### Các lực lượng phòng thủ khác
Hạm đội Á châu Hoa Kỳ và Quân khu Hải quân 16, đặt căn cứ tại Manila, cung cấp hệ thống phòng thủ hải quân cho Philippines. Dưới quyền chỉ huy của Phó Đô đốc Thomas C. Hart, các tàu chiến mặt nước của Hạm đội Á châu là tuần dương hạm hạng nặng USS Houston, tuần dương hạm hạng nhẹ USS Marblehead và 13 khu trục hạm từ thời Thế chiến 1. Sức mạnh tấn công chính của nó nằm ở 23 tàu ngầm hiện đại được giao cho Hạm đội Á châu. Hải đội Tàu ngầm (SUBRON) Hai bao gồm 6 tàu ngầm thuộc lớp Salmon và SUBRON năm trong số 11 tàu ngầm thuộc lớp Porpoise và Sargo. Vào tháng 9 năm 1941, lực lượng tuần tra hải quân tại Philippines được tăng cường bởi sự xuất hiện của 6 tàu phóng lôi thuộc Hải đội Tàu phóng lôi 3. Tương tự như vậy, các pháo hạm Tuần tra Dương Tử của Trung Quốc cũng trở thành một phần của hệ thống phòng thủ hải quân Philippine: USS Asheville (bị đánh chìm ở phía nam Java vào ngày 3 tháng 3 năm 1942), USS Mindanao (mất tích vào ngày 2 tháng 5 năm 1942), USS Luzon (bị đánh đắm vào ngày 6 tháng 5 năm 1942 nhưng được người Nhật trục vớt), USS Oahu (bị đánh chìm ngày 5 tháng 5 năm 1942) và USS Quail (bị đánh đắm ngày 5 tháng 5 năm 1942). Vào tháng 12 năm 1941, lực lượng hải quân được tăng cường bởi tàu lặn USS Lanikai.
Trung đoàn Thuỷ quân lục chiến 4 Mỹ, đóng quân tại Thượng Hải, Trung Quốc, từ cuối những năm 1920, đã dự đoán một cuộc rút lui khỏi Trung Quốc vào mùa hè năm 1941. Khi nhân viên thường xuyên được chuyển trở lại Hoa Kỳ hoặc tách khỏi dịch vụ, chỉ huy trung đoàn, Đại tá Samuel L. Howard, đã xắp xếp không chính thức cho tất cả những người thay thế được đưa vào Tiểu đoàn Phòng thủ Đặc biệt 1, đặt căn cứ tại Cavite. Khi Trung đoàn Thuỷ quân lục chiến 4 đến Philippines vào ngày 30 tháng 11 năm 1941, họ đã sáp nhập Thuỷ quân lục chiến tại các trạm hải quân Cavite và Olongapo vào hàng ngũ thiếu sức mạnh của mình. Một kế hoạch ban đầu để chia Trung đoàn 4 thành hai trung đoàn, trộn lẫn mỗi trung đoàn với một tiểu đoàn Cảnh sát Philippines, đã bị loại bỏ sau khi Howard tỏ ra miễn cưỡng, và Trung đoàn 4 đóng quân trên Corregidor để tăng cường phòng thủ ở đó, với các chi tiết được tách ra đến Bataan để bảo vệ sở chỉ huy USAFFE.
Ngoài ra, Cục Khảo sát Bờ biển và Trắc địa Hoa Kỳ, một lực lượng khảo sát bán quân sự, hoạt động tại Manila với tàu USC&GSS Research.

## Tranh cãi về các hoạt động của Không lực Viễn Đông
Tin tức đến Philippines về cuộc tấn công Trân Châu Cảng đang diễn ra vào lúc 02:20 sáng giờ địa phương ngày 8 tháng 12 năm 1941. Các máy bay đánh chặn của FEAF đã tiến hành một cuộc tìm kiếm trên không đối với các máy bay đang đến được báo cáo ngay sau nửa đêm, nhưng đây là những máy bay trinh sát Nhật Bản báo cáo tình trạng thời tiết. Lúc 03:30 sáng, Chuẩn tướng Richard Sutherland, Tham mưu trưởng của Tướng Douglas MacArthur, nghe tin về cuộc tấn công từ một chương trình phát thanh thương mại. Lúc 05:00 sáng, Tư lệnh FEAF Tướng Brereton báo cáo với sở chỉ huy của USAFFE, nơi ông cố gắng nhìn thấy MacArthur nhưng không thành công. Ông đề nghị với tham mưu trưởng của MacArthur, Chuẩn tướng Richard Sutherland, khởi động các nhiệm vụ ném bom chống lại Đài Loan theo chỉ thị kế hoạch chiến tranh Rainbow 5 mà từ đó một cuộc tấn công có thể xảy ra. Brereton được biết thêm về một cuộc tấn công vào USS William B. Preston tại vịnh Davao. Việc uỷ quyền đã bị giữ lại, nhưng ngay sau đó, để đáp lại một bức điện tín từ Tướng George C. Marshall chỉ thị cho MacArthur thực hiện Rainbow 5. Brereton dược lệnh đình công để sẵn sàng phê duyệt sau này.
Thông qua một loạt các cuộc thảo luận và quyết định gây tranh cãi, việc cho phép cuộc không kích đầu tiên đã không được chấp thuận cho đến 10:15 sáng giờ địa phương cho một cuộc tấn công ngay trước khi mặt trời lặn, với một cuộc không kích tiếp theo vào rạng sáng ngày hôm sau. Trong khi đó, các kế hoạch của Nhật Bản về việc tấn công Phi trường Clark và Iba bằng máy bay ném bom hải quân đặt căn cứ trên đất liền và máy bay chiến đấu Zero đã bị trì hoãn sáu giờ do sương mù tại các căn cứ trên Đài Loan, do đó chỉ có một nhiệm vụ quy mô nhỏ của Quân Nhật tấn công các mục tiêu ở mũi phía bắc Luzon. Lúc 08:00 sáng, Brereton nhận được một cú điện thoại từ Tướng Henry H. Arnold cảnh báo ông không cho phép máy bay của mình tấn công khi vẫn còn trên mặt đất. FEAF đã tung ra ba cuộc tuần tra máy bay chiến đấu cấp phi đội và tất cả các máy bay ném bom có thể hoạt động trên đảo Luzon trong khoảng thời gian từ 08:00 đến 08:30 sáng như một động thái phòng ngừa. Sau khi MacArthur cho phép Brereton vào lúc 10:15 sáng, các máy bay ném bom được lệnh hạ cánh và chuẩn bị cho cuộc không kích buổi chiều vào Đài Loan. Cả ba phi đội tiêm kích bắt đầu cạn kiệt nhiên liệu và đồng thời ngừng tuần tra.
Các máy bay tiêm kích đánh chặn Curtiss P-40B của Phi đội Tiêm kích 20 tuần tra tại khu vực trong khi các máy bay ném bom hạ cánh xuống sân bay Clark từ 10:30 đến 10:45, rồi phân tán về nơi trú ẩn để phục vụ. Phi đội Tiêm kích 17, đặt căn cứ tại sân bay Nichols, cũng hạ cánh xuống Clark và được tiếp nhiên liệu cho máy bay trong khi phi công ăn trưa, sau đó đặt phi công trong tình trạng báo động ngay sau 11:00. Tất cả ngoại trừ hai chiếc B-17 đều ở trên mặt đất.
Vào lúc 11:27 sáng và 11:29 sáng, trạm radar tại sân bay Iba phát hiện hai cuộc tấn công sắp tới trong khi trạm gần nhất vẫn còn cách đó 130 dặm. Nó đã báo động cho sở chỉ huy FEAF và sở chỉ huy tại sân bay Clark, một cảnh báo chỉ đến được với chỉ huy nhóm truy đuổi, Thiếu tá Orrin L. Grover, người dường như đã trở nên bối rối bởi nhiều báo cáo mâu thuẫn. Phi đội Tiêm kích 3 cất cánh từ Iba lúc 11:45 với chỉ thị đánh chặn lực lượng phía Tây, vốn được cho là có Manila làm mục tiêu, nhưng các vấn đề về bụi trong quá trình cất cánh đã khiến các chuyến bay bị phân tán. Hai chuyến bay của Phi đội Tiêm kích 21 (PS) tại sân bay Nichols, 6 chiếc P-40E, cất cánh lúc 11:45, do Trung uý William Dyess chỉ huy. Chúng bắt đầu hướng đến Clark nhưng được chuyển hướng đến vịnh Manila như một tuyến phòng thủ thứ hai nếu PS 3 không đánh chặn được lực lượng của nó. Chuyến bay thứ ba của Phi đội 21, cất cánh năm phút sau đó, hướng đến Clark, cho dù các vấn đề động cơ với chiếc P-40E hoàn toàn mới của nó đã làm giảm số lượng của nó xuống còn hai. Phi đội Tiêm kích 17 cất cánh lúc 12:15 trưa từ Clark, được lệnh tuần tra tại Bataan và vịnh Manila, trong khi Phi đội Tiêm kích 34 tại Del Carmen không bao giờ nhận được lệnh bảo vệ sân bay Clark và không hạ thuỷ. PS 20, phân tán tại Clark, đã sẵn sàng cất cánh nhưng không nhận được lệnh từ sở chỉ huy nhóm. Thay vào đó, một chỉ huy trưởng đã nhìn thấy đội hình máy bay ném bom Nhật Bản đang đến và chỉ huy bộ phận, Trung uý Joseph H. Moore, đã tự mình ra lệnh cho cuộc không chiến.
Cho dù bị radar theo dõi và ba phi đội truy kích Hoa Kỳ trên không, khi máy bay ném bom Nhật thuộc Trung đoàn 11 Kōkūkantai tấn công sân bay Clark lúc 12:40, họ đã đạt được bất ngờ chiến thuật. Hai phi đội B-17 được phân tán trên mặt đất. Đa số những chiếc P-40 thuộc Phi đội 20 PS đang chuẩn bị cất cánh và bị trúng đợt ném bom đầu tiên gồm 27 máy bay ném bom Mitsubishi G3M "Nell" hai động cơ của Nhật Bản; chỉ có 4 chiếc P-40B thuộc Phi đọi 20 cất cánh khi bom rơi.
Một cuộc tấn công ném bom thứ hai (26 máy bay ném bom Mitsubishi G4M "Betty") theo sát sau đó, rồi hộ tống các máy bay tiêm kích Zero bắn phá sân bay trong 30 phút, tiêu diệt 12 trong số 17 máy bay ném bom hạng nặng Mỹ có mặt và làm hư hại nghiêm trọng 3 chiếc khác. Hai chiếc B-17 bị hư hại có thể bay được và đưa đến Mindanao, nơi một trong số chúng bị phá huỷ trong một vụ va chạm mặt đất.
Một cuộc tấn công gần như đồng thời vào sân bay phụ trợ tại Iba về phía Tây Bắc bởi 54 máy bay ném bom "Betty" cũng đã thành công: tất cả ngoại trừ 4 chiếc P-40 thuộc Phi đội Tiêm kích 3, thiếu nhiên liệu và bị kẹt trong khi hạ cánh, đã bị phá huỷ trong chiến đấu hoặc do thiếu nhiên liệu. 12 chiếc P-40 thuộc các Phi đội 20 (4), 21 (2) và 3 (6) đã tấn công những người đi lạc nhưng không mấy thành công, mất ít nhất 4 chiếc.
Không quân Viễn đông mất một nửa số máy bay trong cuộc tấn công kéo dài 45 phút, và hầu như bị phá huỷ trong vài ngày tiếp theo, bao gồm một số chiếc B-17 còn sống sót bị mất do tai nạn cất cánh của các máy bay khác. Liên đội Tiêm kích 24 đã thực hiện đợt đánh chặn cuối cùng vào ngày 10 tháng 12, mất 11 trong số 40 chiếc P-40 mà họ gửi đến, và những chiếc P-35 còn sống sót của Phi đội 34 PS bị phá huỷ trên mặt đất tại Del Carmen. Đêm hôm đó, sức mạnh chiến đấu của FEAF đã giảm xuống còn 12 chiếc B-17, 22 chiếc P-40 và 8 chiếc P-35. Sức mạnh máy bay chiến đấu dao động hàng ngày cho đến ngày 24 tháng 12, khi USAFFE ra lệnh cho tất cả lực lượng của mình tiến vào Bataan. Cho đến lúc đó, những chiếc P-40 và P-35 được ghép lại với nhau từ các phụ tùng thay thế lấy từ những chiếc máy bay bị đắm, và những chiếc P-40E vẫn còn đóng thùng được lắp ráp tại Kho hàng không Philippines. Sân bay Clark bị bỏ hoang như một sân bay bị ném bom vào ngày 11 tháng 12 sau khi được sử dụng làm căn cứ dàn dựng cho một số phi vụ B-17. Từ ngày 17 đến ngày 20 tháng 12, 14 chiếc B-17 còn sống sót được rút về Úc. Mọi máy bay khác của FEAF đều bị phá huỷ hoặc bị bắt.
Không có cuộc điều tra chính thức nào diễn ra liên quan đến thất bại này vì nó xảy ra sau hậu quả của Trân Châu Cảng. Sau chiến tranh, Brereton và Sutherland đổ lỗi cho nhau về việc FEAF bị bất ngờ trên mặt đất, và MacArthur đưa ra một tuyên bố rằng ông không biết gì về bất kỳ khuyến nghị nào để tấn công Đài Loan bằng B-17. Walter D. Edmunds tóm tắt thảm hoạ như sau:"Ở Philippines, nhân viên của các lực lượng vũ trang của chúng tôi hầu như không có ngoại lệ đã không đánh giá chính xác trọng lượng, tốc độ và hiệu quả của Không quân Nhật Bản." Ông trích dẫn lời Thiếu tướng Emmett O'Donnell Jr., khi đó là một thiếu tá phụ trách những chiếc B-17 được gửi đến Mindanao, kết luận rằng ngày đầu tiên là một "công việc vô tổ chức" và không ai "thực sự có lỗi" vì không có ai "chuẩn bị chiến tranh."

## Cuộc xâm lược

### Các cuộc đổ bộ ban đầu
Tập đoàn quân 14 bắt đầu cuộc đổ bộ lên đảo Batan (không nên nhần lẫn với bán đảo Bataan), cách bờ biển phía bắc Luzon 120 dặm (190 km), vào ngày 8 tháng 12 năm 1941, bởi các đơn vị bộ binh hải quân được chọn. Cuộc đổ bộ lên đảo Camiguin và tại Vigan, Aparri, và Gonzaga ở phía Bắc Luzon diễn ra hai ngày sau đó.
Hai chiếc B-17 đã tấn công các tàu Nhật đang dỡ hàng tại Gonzaga. Những chiếc B-17 khác với máy bay tiêm kích hộ tống đã tấn công cuộc đổ bộ lên Vigan. Trong hành động phối hợp cuối cùng này của Không lực Viễn đông, máy bay Mỹ đã làm hư hại hai tàu vận tải Nhật Bản (Oigawa Maru và Takao Maru), tuần dương hạm Naka và khu trục hạm Murasame, và đánh chìm tàu quét mìn W-10.
Sáng sớm ngày 12 tháng 12, quân Nhật đổ bộ 2,500 người thuộc Sư đoàn 16 lên Legazpi ở phía Nam Luzon, cách lực lượng Mỹ và Philippine gần nhất 150 dặm (240 km). Cuộc tấn công vào Mindanao diễn ra vào ngày 19 tháng 12, sử dụng các đơn vị của Tập đoàn quân 16 tạm thời gắn liền với lực lượng xâm lược để cho phép Tập đoàn quân 14 sử dụng tất cả lực lượng của mình trên đảo Luzon.
Trong khi đó, Phó Đô đốc Thomas C. Hart đã rút hầu hết Hạm đội Á châu Hoa Kỳ ra khỏi vùng biển Philippine sau các cuộc không kích của Nhật Bản gây thiệt hại nặng nề cho các cơ sở hải quân Mỹ tại Cavite vào ngày 10 tháng 12. Chỉ còn lại tàu ngầm để cạnh tranh ưu thế của Hải quân Nhật Bản, và các chỉ huy của những tàu ngầm này, được điều chỉnh bởi học thuyết trước chiến tranh cho rằng tàu ngầm hạm đội là một tàu trinh sát dễ bị tấn công trên không và chống tàu ngầm thực tế, tỏ ra không bình đẳng với nhiệm vụ. Do học thuyết nghèo nàn này đối với chiến tranh tàu ngầm và những thất bại khét tiếng của ngư lôi Mark 14 đã gây khó khăn cho hạm đội tàu ngầm Hoa Kỳ trong hai năm đầu tiên của Chiến tranh Thái Bình Dương, không một tàu chiến Nhật Bản nào bị Hạm đội Á châu đánh chìm trong Chiến dịch Philippines.
Trong cuốn sách A Different Kind of Victory: A Biography of Admiral Thomas C. Hart (Nhà xuất bản Viện Hải quân, 1981), James Leutze đã viết:
"Ông ấy đã có 27 tàu ngầm lặn ở vịnh Manila,... chính Washington, chứ không phải Tư lệnh Hạm đội Á châu đã chỉ đạo hạm đội rút khỏi Manila. ... Hart được Washington chỉ thị gửi lực lượng tàu nổi và tàu ngầm của Hải quân Hoa Kỳ về phía đông nam tới Úc. ... Douglas MacArthur và Henry Stimson (Bộ trưởng Chiến tranh Hoa Kỳ) thù hận với Đô đốc Hart về việc thiếu hoạt động tàu ngầm của Hải quân Hoa Kỳ. MacArthur hỏi Đô đốc Hart: "Vấn đề gì trên thế giới với các tàu ngầm của ông?". .. MacArthur phàn nàn rằng sự không hoạt động của Hart cho phép hải quân Nhật Bản tự do hoạt động. ... Theo Stimson, MacArthur cảm thấy rằng các tàu và tàu ngầm của Hart không hiệu quả, nhưng vì Đô đốc Hart đã mất can đảm. Phản ứng của Đô đốc Hart trước những lời chỉ trích của MacArthur: "Ông ấy (MacArthur) có xu hướng cắt cổ tôi và có lẽ cả Hải quân nói chung.""

### Cuộc tấn công chính
Cuộc tấn công chính bắt đầu vào sáng sớm ngày 22 tháng 12 khi 43,110 người thuộc Sư đoàn 48 và một trung đoàn thuộc Sư đoàn 16, được hỗ trợ bởi pháo binh và khoảng 90 xe tăng, đổ bộ vào ba điểm dọc theo bờ biển phía đông vịnh Lingayen. Một vài chiếc B-17 cất cánh từ Úc đã tấn công hạm đội đổ bộ, và các tàu ngầm Mỹ đã quấy rối nó từ vùng biển lân cận, nhưng không mấy hiệu quả.
Sư đoàn 11 (PA) và Sư đoàn 71 (PA) được huấn luyện và trang bị kém của Tướng Wainwright không thể đẩy lùi được cuộc đổ bộ cũng như không thể ghim kẻ thù trên các bãi biển. Các đơn vị Nhật Bản còn lại của các sư đoàn đổ bộ xa hơn về phía nam dọc theo vịnh. Trung đoàn Kỵ binh 26 (PS) của Hướng đạo sinh Philippines được huấn luyện tốt và trang bị tốt hơn, tiến lên để gặp họ, đã chiến đấu mạnh mẽ tại Rosario, nhưng buộc phải rút lui sau khi hứng chịu thương vong nặng nề mà không có hy vọng đủ quân tiếp viện. Đến tối ngày 23 tháng 12, quân Nhật đã di chuyển 10 dặm (16 km) vào nội địa.
Ngày hôm sau, 7,000 người của Sư đoàn 16 tấn công các bãi biển tại ba địa điểm dọc theo bờ vịnh Lamon ở phía nam Luzon, nơi họ thấy lực lượng của Tướng Parker bị phân tán, và không có pháo binh bảo vệ bờ biển phía đông, không thể kháng cự mãnh liệt. Họ ngay lập tức củng cố các vị trí của mình và bắt đầu tiến về phía bắc về phía Manila, nơi họ sẽ liên kết với các lực lượng tiến về phía nam về thủ đô để giành chiến thắng cuối cùng.

### Triệt thoái về bán đảo Bataan
Sư đoàn Philippine Hoa Kỳ di chuyển vào chiến trường để phản ứng với các báo cáo về việc thả hàng tiếp tế từ trên không gần sân bay Clark, và khi điều này được chứng minh là sai, đã được triển khai để hỗ trợ cho việc rút quân vào Bataan và chống lại bước tiến của Nhật Bản trong khu vực vịnh Subic.
Vào ngày 24 tháng 12, MacArthur viện dẫn kế hoạch trước chiến tranh WPO-3 (Kế hoạch Chiến tranh Orange 3), trong đó kêu gọi sử dụng 5 vị trí trì hoãn ở trung tâm Luzon trong khi các lực lượng rút về Bataan. Điều này được thực hiện một phần bởi Trung đoàn Kỵ binh 26. Ông cách chức Tướng Parker tư lệnh Lực lượng Nam Luzon và cho ông bắt đầu chuẩn bị các vị trí phòng thủ trên Bataan, sử dụng các đơn vị khi họ đến; cả sở chỉ huy quân đội và chính phủ Philippine đều được chuyển đến đó. 9 ngày vận chuyển hàng tiếp tế vào Bataan, chủ yếu bằng sà lan từ Manila, bắt đầu trong một nỗ lực để nuôi sống một lực lưỡng dự kiến gồm 43,000 quân trong 6 tháng. (Cuối cùng, 80,000 quân và 26,000 người tị nạn đã tràn vào Bataan.) Tuy nhiên, các lực lượng đáng kể vẫn ở lại các khu vực khác trong vài tháng.
Vào ngày 26 tháng 12, MacArthur tuyên bố mở cửa thành phố Manila. Tuy nhiên, quân đội Hoa Kỳ vẫn sử dụng thành phố cho mục đích hậu cần trong khi thành phố được tuyên bố mở cửa và quân đội Nhật Bản phớt lờ tuyên bố và ném bom thành phố.
Các đơn vị của cả hai lực lượng phòng thủ đã được điều động để mở các lối thoát vào Bataan, đặc biệt là San Fernando, những cây cầu thép tại Calumpit bắc qua sông Pampanga sâu ở cuối phía bắc của vịnh Manila và Plaridel ở phía bắc Manila. Lực lượng Nam Luzon, mặc dù thiếu kinh nghiệm và không có lệnh rút lui và giữ vững, đã thực hiện thành công chiến thuật rút lui "nhảy cóc" và vượt qua các cây cầu vào ngày 1 tháng 1. Các chỉ huy không quân Nhật Bản đã bác bỏ lời kêu gọi của Sư đoàn 48 ném bom các cây cầu để bẫy các lực lượng rút lui, sau đó đã bị các kỹ sư Hướng đạo sinh Philippines phá huỷ vào ngày 1 tháng 1.
Người Nhật nhận ra toàn bộ kế hoạch của MacArthur vào ngày 30 tháng 12 và ra lệnh cho Sư đoàn 48 tiến lên và phong toả Bataan. Trong một loạt các hoạt động từ ngày 2 đến ngày 4 tháng 1, Sư đoàn 11 và 21 của Quân đội Philippine, Trung đoàn Kỵ binh 26 (PS) và xe tăng M3 Stuart của Mỹ thuộc Nhóm xe tăng lâm thời đã mở đường từ San Fernando đến Dinalupihan ở cổ bán đảo cho các lực lượng rút lui của Lực lượng Nam Luzon, sau đó tự mình trốn thoát. Mặc dù bị tổn thất 50% trong Tiểu đoàn Tăng 194 trong cuộc rút lui, Stuarts và một khẩu đội pháo hỗ trợ SPM 75 mm nửa xích liên tục ngăn chặn các đợt tấn công của quân Nhật và là những đơn vị cuối cùng tiến vào Bataan.
Vào ngày 30 tháng 12, Trung đoàn Bộ binh 31 Mỹ di chuyển đến vùng lân cận đèo Dalton để yểm trợ cho sườn quân đội rút khỏi miền trung và miền nam Luzon, trong khi các đơn vị khác của Sư đoàn Philippines tổ chức các vị trí tại Bataan. Trung đoàn Bộ binh 31 sau đó di chuyển đến một vị trí phòng thủ ở phía tây con đường Olongapo-Manila, gần Layac Junction-ở cổ bán đảo Bataan-vào ngày 5 tháng 1 năm 1942. Ngã ba đã được từ bỏ vào ngày 6 tháng 1, nhưng việc rút lui về Bataan đã thành công.

## Bataan thất thủ và cuộc hành quân tử thần Bataan
Bài chi tiết: Trận Bataan và Cuộc hành quân tử thần Bataan.
Từ ngày 7 đến ngày 14 tháng 1 năm 1942, quân Nhật tập trung vào trinh sát và chuẩn bị cho một cuộc tấn công vào chiến tuyến chính từ Abucay đến núi Natib đến Mauban. Đồng thời, trong một sai lầm nghiêm trọng, họ cũng giải vây cho Sư đoàn 48, chịu trách nhiệm cho phần lớn thành công của các hoạt động của Nhật Bản, với Lữ đoàn 65 ít khả năng hơn nhiều, được dự định là một lực lượng đồn trú. Liên đội Không quân 5 Nhật Bản được rút khỏi các hoạt động vào ngày 5 tháng 1 để chuẩn bị cho việc di chuyển cùng Sư đoàn 48 đến Đông Ân Hà Lan. Các lực lượng Mỹ và Philippines đã đẩy lùi các cuộc tấn công ban đêm gần Abucay, và các đơn vị của Sư đoàn Philippines của Mỹ đã phản công vào ngày 16 tháng 1. Điều này thất bại, và sư đoàn rút lui về Chiến tuyến Dự bị từ Casa Pilar đến Bagac ở trung tâm bán đảo vào ngày 26 tháng 1.
Tập đoàn quân 14 tiếp tục các cuộc tiến công vào ngày 23 tháng 1 với một nỗ lực đổ bộ phía sau chiến tuyến của một tiểu đoàn thuộc Sư đoàn 16, sau đó với các cuộc tấn công chung bắt đầu từ ngày 27 tháng 1 dọc theo chiến tuyến. Cuộc đổ bộ đã bị gián đoạn bởi một chiếc thuyền PT và bị bao vây trong rừng rậm tàn bạo bởi các đơn vị đặc biệt được tạo thành từ Không lực Lục quân Hoa Kỳ, nhân viên hải quân và Cảnh sát Philippines. Chiếc túi sau đó từ từ bị đẩy trở lại vách đá, với thương vong cao ở cả hai bên. Các cuộc đổ bộ để củng cố túi còn sót lại vào các ngày 26 tháng 1 và 2 tháng 2 đã bị gián đoạn nghiêm trọng bởi các cuộc không kích từ một số ít chiếc P-40 còn lại của FEAF, sau đó bị mắc kẹt và cuối cùng bị tiêu diệt vào ngày 13 tháng 2.
Một cuộc xâm nhập vào phòng tuyến của Quân đoàn I đã bị chặn lại và chia thành nhiều túi. Tướng Homma vào ngày 8 tháng 2 đã ra lệnh đình chỉ các hoạt động tấn công để tố chức lại lực lượng của mình. Điều này không thể được thực hiện ngay lập tức, bởi vì Sư đoàn 16 vẫn tham gia cố gắng giải thoát một tiểu đoàn bỏ túi của Trung đoàn Bộ binh 20. Với tổn thất thêm, tàn dư của tiểu đoàn, 378 sĩ quan và binh sĩ, đã được giải thoát vào ngày 15 tháng 2. Vào ngày 22 tháng 2, Tập đoàn quân 14 rút lui vài dặm về phía bắc và lực lượng USAFFE tái chiếm các vị trí bị bỏ hoang. Kết quả của "Trận chiếm Điểm" và "Trận chiến Túi" là tiêu diệt hoàn toàn cả ba tiểu đoàn của Trung đoàn Bộ binh 20 Nhật Bản và một chiến thắng rõ ràng của USAFFE.
Trong nhiều tuần, quân Nhật, bị ngăn chặn bởi tổn thất nặng nề và giảm xuống còn một lữ đoàn duy nhất, đã tiến hành các hoạt động bao vây trong khi chờ tái trang bị và tăng cường. Cả hai lực lượng đều tham gia tuần tra và hạn chế các cuộc tấn công cục bộ. Do vị thế của Đồng minh ngày càng xấu đi trong khu vực châu Á-Thái Bình Dương, Tổng thống Mỹ Franklin D. Roosevelt đã ra lệnh cho MacArthur chuyển đến Úc, với Tư cách Tổng Tư lệnh các lực lượng Đồng minh tại Mặt trận Tây Nam Thái Bình Dương. Bài phát biểu nổi tiếng của MacArthur về Philippines, trong đó ông nói: "Tôi rời khỏi Bataan và tôi sẽ trở lại" được thực hiện tại Terowie, Nam Úc vào ngày 20 tháng 3. Wainwright chính thức nắm quyền chỉ huy cái mà bây giờ gọi là Lực lượng Hoa Kỳ tại Philippines (USFIP) vào ngày 23 tháng 3. Trong giai đoạn này, các đơn vị của Sư đoàn Philippines Hoa Kỳ đã được chuyển sang hỗ trợ phòng thủ các khu vực khác.
Bắt đầu từ ngày 28 tháng 3, không quân và pháo binh Nhật bắt đầu bắn phá dữ dội vào các lực lượng Đồng minh đang bị suy yếu nghiêm trọng do suy dinh dưỡng, bệnh tật và giao tranh kéo dài. Vào ngày 3 tháng 4, quân Nhật bắt đầu đột phá dọc theo ngọn núi Samat, ước tính rằng cuộc tấn công sẽ cần một tháng để kết thúc chiến dịch. Sư đoàn Philippine của Hoa Kỳ không còn hoạt động như một đơn vị phối hợp và kiệt sức sau năm ngày chiến đấu gần như liên tục, đã không thể phản công hiệu quả chống lại các cuộc tấn công dữ dội của Nhật Bản. Vào ngày 8 tháng 4, Trung đoàn Bộ binh 57 Mỹ (PS) và Sư đoàn 31 (PA) bị tràn ngập gần sông Alangan. Trung đoàn Bộ binh 45 Mỹ (PS), theo lệnh tiếp cận Mariveles và sơ tán đến Corregidor, cuối cùng đã đầu hàng vào ngày 10 tháng 4 năm 1942. Chỉ có 300 người của Trung đoàn Bộ binh 31 Mỹ đến Corregidor thành công.

## Philippines thất thủ[66]
Bài chi tiết: Trận Corregidor.
Corregidor (bao gồm Pháo đài Mills) là một vị trí của Quân đoàn Pháo phòng thủ Bờ biển Lục quân Mỹ bảo vệ lối vào vịnh Manila, một phần của Hệ thống Phòng thủ cảng Manila và vịnh Subic. Nó được trang bị bởi các khẩu đội cũ của Trung đoàn Pháo phòng thủ Bờ biển 59 và 91 (sau này là một đơn vị Hướng đạo sinh Philippines), một bãi mìn ngoài khơi gồm khoảng 35 nhóm mìn có kiểm soát, và một đơn vị phòng không, CA 60 (AA). Sau này được bố trí trên độ cao cao hơn của Corregidor và có thể đáp trả thành công các cuộc không kích của Nhật, bắn rơi nhiều máy bay tiêm kích và máy bay ném bom. Các khẩu đội pháo cố định cũ hơn với súng cối cố định và đại bác khổng lồ, để phòng thủ khỏi các cuộc tấn công bằng đường biển, đã dễ dàng bị máy bay ném bom Nhật Bản đưa ra khỏi hoạt động. Những người lính Mỹ và Hướng đạo sinh Philippines bảo vệ pháo đài nhỏ cho đến khi họ không còn lại gì để tiến hành phòng thủ.
Đầu năm 1942, bộ chỉ huy không quân Nhật Bản đã lắp đặt oxy trong máy bay ném bom của mình để bay cao hơn tầm bắn của các khẩu đội phòng không Corregidor, và sau thời gian đó, các cuộc bắn phá nặng nề hơn bắt đầu.
Vào tháng 12 năm 1941, Tổng thống Philippines Manuel L. Quezon, Tướng MacArthur, các sĩ quan quân đội cao cấp khác và các nhà ngoại giao và gia đình đã thoát khỏi cuộc bắn phá Manila và được đặt trong Đường hầm Malinta ở đảo Corregidor. Trước khi họ đến, các bên của Malinta đã từng là sở chỉ huy cấp cao, bệnh viện và kho lương và vũ khí. Vào tháng 3 năm 1942, một số tàu ngầm Mỹ đã đến phía bắc Corregidor. Hải quân mang theo thư, mệnh lệnh và vũ khí. Họ mang theo các quan chức chính phủ cao cấp của Mỹ và Philippines, vàng bạc và các hồ sơ quan trọng khác. Những người không thể trốn thoát bằng tàu ngầm cuối cùng trở thành tù binh chiến tranh của Nhật Bản hoặc bị đưa vào các trại tập trung dân sự ở Manila và các địa điểm khác.
Corregidor được bảo vệ bởi 11,000 nhân viên, bao gồm các đơn vị được đề cập ở trên đóng quân trên Corregidor, Trung đoàn Thuỷ quân lục chiến 4 Mỹ và nhân viên Hải quân Hoa Kỳ được triển khai như bộ binh. Một số đã có thể đến Corregidor từ bán đảo Bataan khi quân Nhật áp đảo các đơn vị ở đó. Quân Nhật bắt đầu cuộc tấn công cuối cùng vào Corregidor bằng một loạt các cuộc bắn phá bằng pháo binh vào ngày 1 tháng 5. Vào đêm ngày 5-6 tháng 5, hai tiểu đoàn thuộc Trung đoàn Bộ binh 61 Nhật Bản đổ bộ lên phía đông bắc hòn đảo. Bất chấp sự kháng cự mạnh mẽ, người Nhật đã thiết lập một đầu bãi biển nhanh chóng được tăng cường bởi xe tăng và pháo binh. Quân phòng thủ nhanh chóng bị đẩy lùi về phía thành trì Malinta Hill.
Cuối ngày 6 tháng 5, Wainwright yêu cầu Homma đưa ra các điểu khoản đầu hàng. Tướng Homma nhấn mạnh rằng sự đầu hàng bao gồm tất cả các lực lượng Đồng minh ở Philippines. Tin rằng cuộc sống của tất cả những người trên Corregidor sẽ bị đe doạ, Wainwright chấp nhận. Vào ngày 8 tháng 5, ông đã gửi một thông điệp cho Sharp, ra lệnh cho viên tướng này phải đầu hàng. Sharp tuân lệnh, nhưng nhiều cá nhân không chấp nhận đầu hàng và tiến hành chiến tranh du kích. Rất ít chỉ huy đơn vị bị ép buộc phải đầu hàng và không ai muốn đầu hàng. Quyết định đầu hàng của Tướng Sharp liên quan đến nhiều yếu tố. Thiếu tá Larry S. Schmidt, trong luận văn thạc sĩ năm 1982, cho biết quyết định của Sharp dựa trên hai lý do: rằng người Nhật có khả năng hành quyết 10,000 người còn sống sót trên đảo Corregidor, và Sharp bây giờ biết lực lượng của mình sẽ không được tăng cường bởi Hoa Kỳ, như đã nghĩ trước đây.

### Danh sách các tướng lĩnh Mỹ bị bắt trong chiến dịch
18 tướng lĩnh Hoa Kỳ đã đầu hành trước quân đội Nhật Bản vào tháng 5 năm 1942:
- Trung tướng Jonathan M. Wainwright, Tổng Tư lệnh các lực lượng Hoa Kỳ tại Philippines (USFIP)
- Thiếu tướng Albert M. Jones, tư lệnh Quân đoàn I Philippines
- Thiếu tướng Edward P. King, tư lệnh Lực lượng Bắc Luzon
- Thiếu tướng George F. Moore, tư lệnh Hệ thống Phòng thủ cảng Manila và vịnh Subic/Pháo phòng thủ Bờ biển Philippines
- Thiếu tướng George M. Parker, tư lệnh Lực lượng Nam Luzon/Quân đoàn II Philippines
- Thiếu tướng William F. Sharp, tư lệnh Lực lượng Visayan-Mindanao
- Chuẩn tướng Lewis C. Beebe, Tham mưu trưởng của Tướng Wainwright
- Chuẩn tướng Clifford Bluemel, tư lệnh Sư đoàn Bộ binh 31 Philippines
- Chuẩn tướng William E. Brougher, tư lệnh Sư đoàn Bộ binh 11 Philippines
- Chuẩn tướng Bradford G. Chynoweth, tư lệnh Sư đoàn Bộ binh 61 Philippines
- Chuẩn tướng Charles C. Drake, tư lệnh Quân đoàn ở Philippines
- Chuẩn tướng Arnold J. Funk, Tham mưu trưởng của Tướng King
- Chuẩn tướng Maxon S. Lough, tư lệnh Sư đoàn Philippines
- Chuẩn tướng Allan C. McBride, Phó Tham mưu trưởng của Tướng Douglas MacArthur và tư lệnh Khu vực Chỉ huy Quân vụ (chết trong nhà tù vào ngày 9 tháng 5 năm 1944)
- Chuẩn tướng Clinton A. Pierce, chỉ huy Trung đoàn Kỵ binh 26 (Hướng đạo sinh Philippines)
- Chuẩn tướng Carl H. Seals, phụ tá của Lực lượng Hoa Kỳ ở Viễn Đông (USAFFE)[70]
- Chuẩn tướng Joseph P. Vachon, tư lệnh Sư đoàn Bộ binh 101 Philippines
- Chuẩn tướng James R.N. Weaver, tư lệnh Cụm Xe tăng Lâm thời 1

Hai tướng lĩnh Hoa Kỳ phục vụ trong Quân đội Philippines cũng đầu hàng quân đội Nhật Bản:
- Chuẩn tướng Guy O. Fort, tư lệnh Sư đoàn Bộ binh 81 Philippines (bị hành quyết tại nhà tù vào ngày 11 tháng 11 năm 1942)
- Chuẩn tướng Luther R. Stevens, tư lệnh Sư đoàn Bộ binh 91 Philippines

Các tướng lĩnh khác trong Quân đội Philippines bị quân Nhật bắt là người Philippines bản địa như Thiếu tướng Guillermo B. Francisco và Chuẩn tướng Mateo M. Capinpin, Vicente P. Lim và Fidel V. Segundo. 10 tướng lĩnh Mỹ và Tướng Stevens đã đầu hàng tại Bataan vào tháng 4 năm 1942. Các tướng Wainwright, Moore, Beebe và Drake đầu hàng tại đảo Corregidor vào tháng 5 năm 1942. Các tướng Sharp, Chynoweth, Seals, Vachon và Fort bị bắt tại miền nam Philippines.

## Kết quả
Xem thêm: Tội ác chiến tranh của Nhật Bản.
Chiến thắng của Tướng Homma tại Philippines đã không được đón nhận nồng nhiệt như ông hy vọng tại Tổng Hành dinh Hoàng gia, đặc biệt là Thủ tướng Hideki Tojo. Họ chế giễu sự kém hiệu quả và thiếu động lực của Homma để đánh bại người Mỹ theo thời gian biểu đã lên kế hoạch của họ. Homma sau đó được triệu hồi về Tokyo để phục vụ như một sĩ quan dự bị.
Thất bại đã mở đầu cho ách thống trị tàn bạo kéo dài ba năm rưỡi với những người còn sống sót của quân Đồng minh, bao gồm cả những hành động tàn bạo như Cuộc Hành quân tử thần Bataan và sự khốn khổ trong các trại tù Nhật Bản, và những "con tàu địa ngục" mà người Mỹ và Đồng minh được gửi đến Nhật Bản để làm lao động khổ sai trong các hầm mỏ và nhà máy. Hàng ngàn người chen chúc trong các hầm tàu Nhật Bản mà không có nước, thức ăn hoặc hệ thống thông gió đầy đủ. Người Nhật đã không đánh dấu "POW" trên boong của những con tàu này, và một số đã bị máy bay và tàu ngầm Đồng minh tấn công và đánh chìm. Ví dụ, vào ngày 7 tháng 9 năm 1944, tàu SS Shinyō Maru bị USS Paddle đánh chìm với tổn thất 688 tù binh; chỉ có 82 tù binh là sống sót. Mặc dù chiến dịch là một chiến thắng đối với người Nhật, nhưng phải mất nhiều thời gian hơn dự kiến để đánh bại người Philippines và người Mỹ. Điều này đòi hỏi các lực lượng lẽ ra được sử dụng để tấn công Borneo và Java phải được chuyển hướng sang trận chiến ở Philippines, và cũng làm chậm bước tiến vào New Guinea và quần đảo Solomon.
Dưới sự thống trị của người Nhật tại Philippines, các lực lượng du kích Mỹ và Philippines đã phát động phong trào kháng chiến chống lại quân xâm lược Nhật. Các lực lượng Đồng minh và Khối Thịnh vượng chung Philippines bắt đầu chiến dịch tái chiếm Philippines vào năm 1944, mở đầu là cuộc đổ bộ vào đảo Leyte.
Vào ngày 29 tháng 1 năm 1945, các lực lượng Hoa Kỳ và Philippines đã giải thoát các tù binh chiến tranh trong Cuộc đột kích tại Cabanatuan.

### Tầm quan trọng
Chiến dịch Phòng thủ Philippines là cuộc kháng cự lâu nhất đối với Quân đội Nhật Bản trong giai đoạn đầu của cuộc Chiến tranh Thái Bình Dương. Sau trận Abucay, quân Nhật bắt đầu rút khỏi Bataan, và tiếp tục cuộc tấn công vào tháng 4, cho phép Tướng MacArthur có 40 ngày chuẩn bị để biến Úc thành một căn cứ hoạt động quân sự; sự kháng cự ban đầu ở Philippines cho phép người Úc có thời gian quan trọng để tổ chức phòng thủ. Các lực lượng Hoa Kỳ-Philippines tiếp tục chống lại quân Nhật cho đến khi Bataan thất thủ vào ngày 9 tháng 4 năm 1942, kéo dài 105 ngày (3 tháng và 2 ngày).